# 2020 au Liban
Chronologie du Liban
- 2016
- 2017
- 2018
- 2019
- 2020
- 2021
- 2022
- 2023
- 2024

Cet article présente les faits marquants de l'année 2020 au Liban.

## Évènements

### Janvier
- 2 janvier : l'ancien président de l'alliance Renault-Nissan Carlos Ghosn, accusé d'abus de confiance aggravé et assigné à résidence au Japon, parvient à s'évader du pays dans des circonstances floues et se rend au Liban.
- 3 janvier : l'importance du Hezbollah, allié de l'Iran, dans la vie politique libanaise, attire le Liban dans la grave crise politico-militaire entre les États-Unis et l'Iran consécutive à l'attaque aérienne de l'aéroport de Bagdad.
- 21 janvier : Hassan Diab succède à Saad Hariri comme président du Conseil des ministres.

### Mars
- 7 mars : le Liban annonce le premier défaut de paiement de son histoire[1].

### Avril
- 21 avril : dans le village de Baakline et les forêts environnantes, un homme, Mazen Harfouche, poignarde mortellement sa femme, puis commet une série de 9 meurtres par arme à feu (3 Libanais dont ses deux frères et 6 Syriens dont deux enfants) avant de s'enfuir ; il est arrêté par la police libanaise le 23 mars dans un village voisin, avoue sa culpabilité et explique qu'il «soupçonnait sa femme de le tromper avec son frère»[2],[3] ; avec un bilan de dix morts il s'agit de la pire tuerie de masse non-terroriste commise au Liban depuis la fin de la Guerre du Liban[4].
- 22 avril : le Liban légalise le cannabis médical, devenant le premier pays arabe à prendre cette décision[5].

### Août
- 4 août : le port de Beyrouth est touché par deux violentes explosions.
- 31 août : Moustapha Adib est nommé président du Conseil des ministres après la démission de Hassan Diab, mais il renonce le 26 septembre.

### Octobre
- 22 octobre : Saad Hariri est désigné premier ministre.